# 9110 Choukai
A 9110 Choukai (ideiglenes jelöléssel 1997 AM19) a Naprendszer kisbolygóövében található aszteroida. Tomimaru Okuni fedezte fel 1997. január 13-án.